# Campeonato da NACAC de Corta-Mato de 2009
O Campeonato da NACAC de Corta-Mato de 2009 foi a 5ª edição da competição organizada pela NACAC no dia 7 de março de 2009. Teve como sede a cidade de Orlando, na Flórida, Estados Unidos, sendo disputadas 4 categorias entre sênior e júnior. Contou com a presença de 86 atletas (+ 6 convidados) de 7 nacionalidades, com destaque para os Estados Unidos com 11 medalhas no total, sendo 6 de ouro. 

## Medalhistas
Esses foram os resultados do campeonato. 
| Evento                         | Ouro                           | Ouro  | Prata                          | Prata | Bronze                          | Bronze |
| ------------------------------ | ------------------------------ | ----- | ------------------------------ | ----- | ------------------------------- | ------ |
| Sênior masculino 8 km          | Stephen Pifer · Estados Unidos | 23:15 | Dylan Wykes · Canadá           | 23:30 | Giliat Ghebray · Estados Unidos | 23:35  |
| Sênior feminino 6 km           | Clara Grandt · Estados Unidos  | 20:11 | Catherine Cormier · Canadá     | 20:21 | Kasie Enman · Estados Unidos    | 20:23  |
| Júnior masculino (Sub-20) 6 km | Ryan Hill · Estados Unidos     | 17:55 | Ryan Prentice · Estados Unidos | 18:01 | Mohammed Ahmed · Canadá         | 18:02  |
| Júnior feminino (Sub-20) 4 km  | Geneviève Lalonde · Canadá     | 13:00 | Natoya Goule · Jamaica         | 13:17 | Emily Pritt · Estados Unidos    | 13:18  |
| Equipe                         |                                |       |                                |       |                                 |        |
| Sênior masculino               | Estados Unidos                 | 13    | Canadá                         | 23    | Jamaica                         | 50     |
| Sênior feminino                | Estados Unidos                 | 14    | Canadá                         | 22    | Jamaica                         | 54     |
| Júnior masculino (Sub-20)      | Estados Unidos                 | 12    | Canadá                         | 24    | Jamaica                         | 54     |
| Júnior feminino (Sub-20)       | Canadá                         | 16    | Estados Unidos                 | 30    | Jamaica                         | 39     |

## Quadro de medalhas
| Ordem | País           | Medalha de ouro | Medalha de prata | Medalha de bronze | Total |
| ----- | -------------- | --------------- | ---------------- | ----------------- | ----- |
| 1     | Estados Unidos | 6               | 2                | 3                 | 11    |
| 2     | Canadá         | 2               | 5                | 1                 | 8     |
| 3     | Jamaica        | 0               | 1                | 1                 | 2     |
| Total | Total          | 8               | 8                | 8                 | 24    |

## Participação
De acordo com uma contagem não oficial, 86 atletas (+ 6 convidados) de 7 nacionalidades participaram.
| - Bahamas (9) - Bermudas (2) - Canadá (25 + 6 convidados) | - Jamaica (16) - Porto Rico (12) | - Trinidad e Tobago (3) - Estados Unidos (19) |